# 亲王宣下
亲王宣下或内亲王宣下是指日本皇室中将亲王和内亲王的地位和称号授予男性或女性的皇族成员的程序。

## 概述
亲王宣下的仪典起由淳仁天皇。在明治时代之前，除非经过正式的亲王宣下，即使是天皇的子女（例如以仁王）也不能直接或称亲王或内亲王。另一方面，即使是世袭亲王家的成员，例如天皇的孙辈，有时也会承亲王宣下成为亲王和内亲王（例如有栖川宫、桂宫、闲院宫、伏见宫）。
根据现在的《皇室典范》第六条规定，嫡出的皇子或者皇帝子嫡出的皇孙将自动获得亲王或内亲王的封号。这意味着皇族的亲王/内亲王地位于是从出生起就已确定，也意味着对于天皇的嫡系子孙来说，亲王宣下的仪典也因而基本上名存实亡。不过理论上天皇还是可以通过亲王宣下册封远支皇族为亲王/内亲王。
承获亲王宣下的皇族中，最后去世的是闲院宫载仁亲王，他于1945年5月去世。最后一位获得亲王宣下的皇族是东伏见宫依仁亲王，他于1886年（明治19年）5月承获亲王宣下。最年轻承获亲王宣下者是华顶宫博厚亲王，他于年方6岁时就成为亲王，惟8岁时即早薨。